# Joel Andersson (żużlowiec)
Joel Erik Andersson (ur. 10 kwietnia 1996 w Örebro) – szwedzki żużlowiec.
W lidze brytyjskiej reprezentant klubów: Edinburgh (2018, 2019) oraz Belle Vue (2018), natomiast w lidze polskiej startował w barwach klubów Kolejarz Opole (2016) oraz Wanda Kraków (2018).
Brązowy medalista drużynowego Pucharu Świata (Manchester 2016). Srebrny medalista drużynowych mistrzostw Europy juniorów (Pilzno 2015). Finalista indywidualnych mistrzostw świata juniorów (2016 – XIV miejsce). Finalista indywidualnych mistrzostw Europy juniorów (Lamothe-Landerron 2016 – IV miejsce).
Dwukrotny medalista młodzieżowych indywidualnych mistrzostw Szwecji: złoty (Hallstavik 2016) oraz srebrny (Avesta 2017). W latach 2015–2020 pięciokrotny finalista indywidualnych mistrzostw Szwecji (najlepsze wyniki: Hallstavik 2015 i Hallstavik 2019 – dwukrotnie VIII  miejsca).